# Карло Абарт
Карл (Карло) Алберто Абарт (на немски: Karl (Carlo) Alberto Abarth) е австрийски мотоциклетен състезател и италиански автомобилен конструктор. Нарежда се сред автомобилните знаменитости. По рождение е австриец, но по-късно приема италианско гражданство, като същевременно променя името си на от Карл на Карло.

## Мотоциклетизъм
Като тийнейджър работи за Кастаня в Италия от 1925 до 1927 г. като конструктор на мотоциклети и велосипеди.
Завръщайки се в Австрия, работи 7 години за Motor Thun и Joseph Opawsky, състезава се с мотоциклети, като печели първото си състезание с мотоциклет Джеймс Сайкъл в Залцбург на 29 юли 1928 г. По-късно става петкратен европейски шампион, като продължава и конструкторската си дейност. След сериозна катастрофа в Линц той напуска мото състезанията и конструира мотоциклет с кош през 1933 г., с който побеждава в състезанието с Ориент Експрес по 1300-километровото разстояние от Виена до Остенде през 1934 г., като основен спонсор му е Кастрол. Карло е и балкански шампион по мотоциклетизъм.
През същата година отива за малко в Италия, където среща зета на Фердинанд Порше Антон Пийх и се оженва за секретарката му. След инцидент по време на състезание в Югославия Карло лежи дълго време в болница през 1938 г. По време на Втората световна война живее в Любляна, а след нея се премества в Мерано, Италия, откъдето произлиза родът му.

## Автомобилизъм
Абарт е близък приятел с Тацио Нуволари и Фери Порше, а заедно с инженер Рудолф Хрушка и Пиеро Дусио основава Compagnia Industriale Sportiva Italia (CIS Italia, по-късно известна като Cisitalia). Първият автомобил на това сътрудничество е неособено успешният модел Типо 360 (Porsche 360-Cisitalia F1) – прототип за болид от Формула 1. Проектът CIS Italia приключва със заминаването на Дусио за Аржентина през 1949 г. През същата година Карло Абарт се жени за Надина Абарт-Зеряв.
На 31 март 1949 г. в Болоня Карло основава Abarth & C. с Армандо Скалярини, бащата на пилота на Cisitalia Гуидо Скалярини. Карло използва астрологичния си знак скорпион, като лого на компанията. Базата на фирмата е преместена в Торино почти веднага след основаването ѝ. Компанията подготвя състезателни автомобили и става най-големият доставчик на спортни ауспуси, които още се предлагат на пазара. Първият успех идва с победата на Гуидо, който става национален шампион на Италия със Squadra Carlo Abarth. Тацио Нуволари побеждава в класа си в състезанието Палермо – Монте Пелегрини с Абарт 204 Спорт Спайдър. Карло Абарт лично поставя няколко скоростни рекорда на Монца.
Разполагането на компанията в Торино е много важно, защото „Ланча“ и „Фиат“ също са там, както и „Загато“, „Алемано“, „Боано“ и „Пининфарина“. Абарт работи много близко с редица доставчици на компоненти. През 1952 г. се установяват бизнес отношения с „Ферари“, които включват доставката на ауспуси за болидите на марката и автомобилите GT. През годините Абарт главно модифицира различни модели на чужди марки, най-вече на „Фиат“, като 124, 500 и 850. Много от моделите пригажда за автомобилни състезания и те се оказват невероятно успешни.
На 31 юли 1971 г. Карло Абарт продава компанията си на Фиат, но остава още малко в нея като управител, след което се връща във Виена. През 1979 г. се развежда с втората си съпруга и се жени за трети път.
В сметката на компанията Абарт са 10 световни титли, 10 000 победи в състезания и повече победи в класовете, отколкото всеки друг съперник.